# Tlacuapa
Tlacuapa är en ort i Mexiko.   Den ligger i kommunen Xilitla och delstaten San Luis Potosí, i den centrala delen av landet, 220 km norr om huvudstaden Mexico City. Tlacuapa ligger 497 meter över havet och antalet invånare är 567.
Terrängen runt Tlacuapa är varierad. Runt Tlacuapa är det tätbefolkat, med 427 invånare per kvadratkilometer. Närmaste större samhälle är Xilitla, 6,0 km sydväst om Tlacuapa. I omgivningarna runt Tlacuapa växer huvudsakligen savannskog.